# Vladimir Petliakov
Vladimir Mikhaïlovitch Petliakov (en russe : Владимир Михайлович Петляков ; né le 15 juin 1891 (27 juin dans le calendrier grégorien) à Zambek, district de Rostov-sur-le-Don ; mort le 12 janvier 1942 à Kazan) est un ingénieur aéronautique russe.

## Biographie
En 1917-1918 il est technicien au laboratoire de l'université de Moscou sous la direction de Nikolaï Joukovski où il obtient son diplôme en 1922. Il intègre alors l'institut central d'aérohydrodynamique (TsAGI) dans l'équipe d'Andreï Tupolev. En 1936 il devient un concepteur en chef dans une usine d'aviation chargée de l'organisation et du développement de la construction soviétique en métal. En particulier Petliakov (de pair avec l'ingénieur Nicolaï Believ) élaborèrent des méthodes pour calculer la durabilité des matériaux et la théorie pour concevoir des ailes en métal avec de multiples longerons. Petliakov fut chargé de créer les premiers bombardiers lourds TB-1, TB-3 Aviatmaki (1930-1935), le bombardier à long rayon d'action haute altitude avec quatre moteurs Pe-8 (1935-1937), le bombardier d'attaque au sol Pe-2 (1939-1940) et préparer leur production en série.
Petliakov fut décoré de la médaille de l'Union soviétique en 1941, deux fois de l'Ordre de Lénine et une fois de l'Ordre de l'Étoile rouge.